# Mount Ferguson, Antarktis
Mount Ferguson är ett berg i Antarktis. Det ligger i Västantarktis. Nya Zeeland gör anspråk på området. Toppen på Mount Ferguson är 1 170 meter över havet.
Terrängen runt Mount Ferguson är huvudsakligen kuperad, men åt sydost är den platt. Trakten är obefolkad. Det finns inga samhällen i närheten.